# Пашуто Володимир Терентійович
Володи́мир Тере́нтійович Пашу́то (рос. Владимир Терентьевич Пашуто; *19 квітня 1918, Петроград — †1983) — радянський історик. Член-кореспондент АН СРСР (1976). Учень Бориса Грекова.

## Біографія
Закінчив історичний факультет Леніградського університету (1941), професор Московського обласного педагогічного інституту імені Надії Крупської (з 1970). З 1948 працював в Інституті історії (з 1969 року — Інститут історії СРСР) АН СРСР, з 1969 року завідувач сектору історії древніх держав на території СРСР, з 1977 року одночасно завідувач відділу історії докапіталістичних формацій.
Основні праці з історії територій, що входили до складу СРСР епохи феодалізму, бібліографії та історіографії. Автор теорії колективного сюзеренітету, як системи державного управління у Київській Русі ХІІ століття.
З іменем П. пов'язано відновлення історико-філологічного напряму в дослідженні Русі. У середині 1970-х рр. П. розпочав реалізацію масштабного проекту видання корпусу зарубіжних джерел з історії Східної Європи домонгольського часу (звід "Древнейшие источники по истории народов СССР"; з 1993 "Древнейшие источники по истории Восточной Европы") і відповідного щорічника "Древнейшие государства на территории СССР" (нині "Древнейшие государства Восточной Европы").
Нагороджений орденом «Знак Пошани» та медалями.
З 1984 проводяться щорічні Читання пам'яті П. "Восточная Европа в древности и средневековье".
Був членом КПРС з 1947 року.

## Праці
- Очерки по истории Галицко-Волынской Руси, [М.], 1950;
- Образование Литовского государства, М., 1959;
- Древнерусское государство и его международное значение, М., 1965 (співавтор);
- Внешняя политика Древней Руси, М., 1968;
- Пути развития феодализма. (Закавказье. Средняя Азия, Русь, Прибалтика), М., 1972 (співавтор).
- Древнерусское наследие и исторические судьбы восточного славянства. – М.: Наука, 1982